# Ngoại ngữ
Ngoại ngữ hay Tiếng nước ngoài được hiểu là ngôn ngữ từ nước ngoài được sử dụng trong nước. Ở Việt Nam, tiếng Việt là ngôn ngữ quốc gia duy nhất, không có khái niệm ngôn ngữ thứ hai như ở những nước phương Tây.
Tránh nhầm lẫn ngoại ngữ với ngôn ngữ và chữ viết. Như tiếng Việt viết bằng chữ Hán với chữ Nôm hay âm Hán Việt, từ Hán Việt không phải là ngoại ngữ hay tiếng nước ngoài.

## Ngoại ngữ ở Việt Nam
Tiếng Anh là ngoại ngữ phổ biến nhất ở Việt Nam. Các ngoại ngữ khác cũng tương đối phổ biến ở Việt Nam hiện nay là tiếng Nhật, tiếng Trung (thường ám chỉ tới Hán ngữ tiêu chuẩn, còn tiếng Quảng Đông hay được coi là ngôn ngữ dân tộc thiểu số cho người Hoa, giống như tiếng Khmer cho người Khmer).
Tiếng Pháp, Tiếng Nga và tiếng Đức khá ít phổ biến nhưng cũng được giảng dạy trong một số trường Phổ thông ở Việt Nam.
Tiếng Triều Tiên (hay tiếng Hàn) mặc dù tương đối phổ biến (do ảnh hưởng của làn sóng văn hoá Hàn Quốc và rất nhiều doanh nghiệp Hàn Quốc đang đầu tư nhiều vào Việt Nam, điển hình là Samsung), nhưng phải đến năm 2021 mới được Bộ Giáo dục - Đào tạo đưa vào Kỳ thi Trung học Phổ thông Quốc gia và được xét điểm học bạ trong tuyển sinh Đại học cho các khối D và A1.

## Đối tượng biết ngoại ngữ
Những người giỏi về ngoại ngữ hiện nay chủ yếu gồm các độ tuổi như là  Học sinh , Sinh viên, Giảng viên, Những người đã tốt nghiệp Cao đẳng/Đại học, Tu nghiệp sinh nước ngoài về nước. Phần còn lại chiếm tỷ lệ không cao, đặc biệt là tầm tuổi trở lên 50. Nhìn chung, tỷ lệ người Việt có thể giao tiếp được với người nước ngoài còn khá thấp, do những yếu tố khách quan như 80% dân số ở nông thôn, làm nông nghiệp, và ít được học các ngoại ngữ, giao tiếp với người nước ngoài.
Ở Thụy Điển, hầu hết người dân đều có thể giao tiếp tốt bằng tiếng Anh, một ngoại ngữ của họ, không kém người bản xứ. Có được điều này vì họ có hệ thống các ý tưởng chiến lược được hoạch định trong văn bản nhà nước "Kế hoạch hành động cho chính sách đa ngôn ngữ". hơn 50 ngoại ngữ được giảng dạy tại các cơ sở đại học của Thụy Điển 